# Corvus (våben)
Corvus (latin for "krage" eller "ravn") var en romersk skibsmonteret rampe eller vindebro, som blev anvendt til borde fjendtlige skibe under søslag. Den blev første gang introduceret under den Første Puniske Krig i kampene mod Karthago. Navnet stammer sandsynligvis fra den næb-formede jernkrog/-hage, der siges at have siddet for enden af broen, der skulle forankre sig i fjendens skib.

## Beskrivelse
I kapitlerne 1.22-4-11 i sit værk "historier" beskriver Polybius denne enhed – kaldet corvus – som en bro der var 1,2 meter bred og 10,9 meter lang med et lille gelænder på hver side. Den var sandsynligvis placeret i skibets forreste del (stævnen). Et system med hejseblokke og en mast gjorde det muligt at hæve og sænke broen. Under broen sad en kraftig pig formet som et fuglenæb. Denne skulle bore sig ned i fjendens dæk og forankre broen, når den blev sænket ned. Jernhagen skabte en solid forbindelse mellem de to skibe. Herefter kunne romerske legionærer, der fungerede som specialiserede marinesoldater (kaldet marinus), løbe over broen og erobre det fjendtlige skib.
I det 3. århundrede f.Kr. var Rom langt fra en stormagt til søs og havde begrænset erfaring med søkamp. Før den Første Puniske Krig begyndte i 264 f.Kr., havde den Romerske Republik ikke ført kampagne uden for den italienske halvø. Republikkens militære styrke lå i landbaseret krigsførelse, og dens vigtigste aktiver var de romerske soldaters disciplin og mod. Boardingbroen tillod romerne at bruge deres infanterifordele til søs, og hjalp derfor med at overvinde karthagernes overlegne flådeerfaring og -færdigheder. Romernes benyttede denne boarding-taktik med succes og vandt flere vigtige slag, herunder Slaget ved Mylae, Slaget ved Sulci, Slaget ved Tyndaris og Slaget ved Kap Ecnomus.
På trods af fordelene havde entrerebroen (corvus) også en alvorlig ulempe. Den kunne nemlig ikke bruges på oprørt hav. Den stabile forbindelse mellem to voldsomt vuggende skibe truede nemlig begge skibes konstruktioner. I hårdt vejr blev entrerebroen derfor ubrugelig som taktisk våben. Den ekstra vægt på stævnen kan også have påvirket skibenes manøvredygtighed. Nogle mener, at denne ustabilitet medførte, at Rom i 255 og 249 f.Kr. mistede næsten to komplette flåder i forbindelse med storme. Disse tab bidrog muligvis til, at Rom over tid opgav brugen af entrerebroen i sit skibsdesign.
Selvom entrerebroens ekstra vægt var en ulempe, er der dog også alternative synspunkter på dens indvirkning. En analyse udfordrer således påstanden om ustabilitet. J.W. Bonebakker, tidligere professor i søarkitektur ved TU Delft, brugte en estimeret vægt på ét ton for entrerebroen. Herefter konkluderede han, at det var "meget sandsynligt, at stabiliteten på en quinquerem med en deplacement på omkring 250 m3 ikke ville blive alvorligt påvirket", når broen var hævet. Dette antyder, at entrerebroens vægt måske ikke var så stor en belastning, som man oprindeligt troede.
Uanset årsagen, så brugte den Romerske Republik tilsyneladende ikke længere entrerebroen (corvus) ved afslutningen af den Første Puniske Krig. I takt med at de romerske besætninger fik mere erfaring til søs, blev de romerske flådetaktikker også forbedret. Dette kan have gjort entrerebroen mindre nødvendig som våben. Kilder fra perioden nævner ikke entrerebroen efter Slaget ved Kap Ecnomus. Slaget ved Egadiøerne i 241 f.Kr., der afgjorde krigen, blev tilsyneladende vundet uden brug af entrerebroen. Ved Slaget ved Naulochus i 36 f.Kr. brugte den romerske flåde en anden form for boarding-våben: et system med harpun og spil kaldet en harpax (eller harpago).

## Eksterne links
- Livius.org: Polybius' beskrivelse